# Kōrei
Kōrei (孝霊天皇, Kōrei Tennō; fl. III secolo a.C.) è stato il settimo imperatore del Giappone, secondo la lista tradizionale degli imperatori del Giappone.
Nessuna data certa può essere assegnata a lui o al suo regno ed è considerato dagli storici come una leggenda.
Nel Kojiki e nel Nihonshoki compare solo il suo nome e la sua genealogia. I giapponesi accettano tradizionalmente la sua esistenza storica, e una tomba è attribuita a esso, ma nessuno studio contemporaneo supporta la teoria che sia esistito realmente.